# 姫路市立安室中学校
姫路市立安室中学校（ひめじしりつ やすむろちゅうがっこう）は、兵庫県姫路市田寺東にある公立中学校。

## 沿革
- 1977年（昭和52年）11月 - 分離計画確定
- 1979年（昭和54年）11月11日 - 校名「姫路市立安室中学校」と決定
- 1980年（昭和55年）4月1日 - 姫路市立安室中学校創立
- 1980年（昭和55年）5月21日 - 開校記念式典
- 1980年（昭和55年）8月1日 -プール竣工式
- 1982年（昭和57年）2月27日 - 増築校舎竣工式（普通4教室）
- 1984年（昭和59年）3月30日 - 増築校舎竣工式
- 1984年（昭和59年）8月25日 - 運動場土盛工事完了
- 1986年（昭和61年）7月30日 - 格技場建設起工式
- 1987年（昭和62年）2月14日 - 格技場・テニスコート竣工式
- 1993年（平成5年）2月27日 - 運動場整備完了
- 2002年（平成14年）2月28日 - 体育館大規模改修工事完了
- 2004年（平成16年）8月31日 - 南館校舎大規模改修工事完了（耐震工事・エレベータ設置）
- 2006年（平成18年）10月11日 - 運動場全面改修工事
- 2008年（平成20年）3月17日 - プール新設工事完了
- 2008年（平成20年）8月31日 - 北館校舎大規模改修工事完了（耐震工事）
- 2017年（平成29年）3月23日 - 別館1階工事完了

## 部活動

### 運動部
- 野球部
- サッカー部
- ソフトテニス部
- バレーボール部
- バスケットボール部
- ソフトボール部
- 陸上競技部
- 卓球部
- 剣道部
- 体操部

### 文化部
- 吹奏楽部
- 茶華道部
- 箏曲部
- 美術部

## 通学区域が隣接している学校
- 姫路市立広嶺中学校
- 姫路市立城乾中学校
- 姫路市立琴陵中学校
- 姫路市立高丘中学校
- 姫路市立書写中学校
- 姫路市立置塩中学校